# Sialang (Kluet Selatan)
Sialang is een bestuurslaag in het regentschap Aceh Selatan van de provincie Atjeh, Indonesië. Sialang telt 641 inwoners (volkstelling 2010).